# Années 1340
Les années 1340 couvrent la période de 1340 à 1349.

## Événements

### Asie
- 1338-1573 : époque de Muromachi au Japon[1].
- Entre 1340 et 1350 : le prince lao Fa Ngum, exilé à Angkor, conquiert avec l’aide d’une armée khmère de vastes territoires[2].
- 1342 : indépendance du sultanat du Bengale vis-à-vis du sultanat de Delhi[3].
- Vers 1345-1377 : le manuscrit de Tanjung Tanah donne une description du droit dans le royaume de Kerinci à Sumatra en Indonésie[4].
- 1346 : en Inde le royaume de Vijayanagara domine tout le Deccan d'une côte à l'autre[5].
- 1347 : fondation du sultanat des Bahmanî dans le Dekkan en Inde du Sud[5].

### Europe

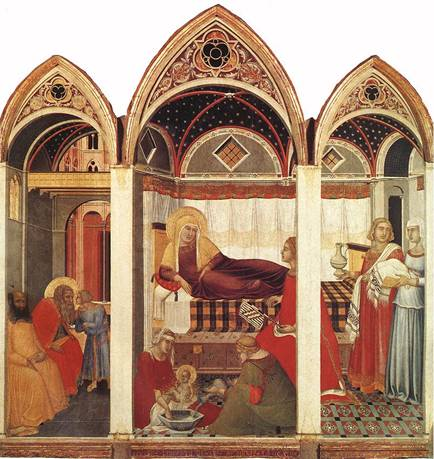
Nativité de la Vierge, de Pietro Lorenzetti (1335-1342).

- 1340 : bataille navale de L'Écluse. Poursuite de la guerre de Cent Ans entre la France et l'Angleterre. Victoire écrasante de l’armée anglaise à la bataille de Crécy en 1346 à la suite de la Chevauchée d'Édouard III. Prise de Calais en 1347[6].
- 1340–1366 : guerre entre la Lituanie et la Pologne pour le contrôle de la principauté de Galicie-Volhynie[7].
- 1341-1364 : guerre de Succession de Bretagne[6].
- 1341-1347 : guerre civile dans l'Empire byzantin[8].
- 1342-1349 : révolution des Zélotes à Thessalonique[9].

- 1341-1351 : consécration de la doctrine des hésychastes (quiétisme) par une série de conciles à Constantinople (1341-1351) et par le Tome synodal de 1351. Vers 1340, l’ermite au mont Athos Grégoire Palamas est chargé de défendre l’hésychasme (mystique de la contemplation sensible de Dieu par le silence et l’immobilité) contre le moine Barlaam le Calabrais. Il compose les Triades sur les saints hésychastes[10].
- 1343-1344 : crise économique en Europe provoquée par la faillite des banques de Florence (les Peruzzi en 1343, les Acciaiuoli en 1345 et les Bardi en 1346)[11].
- 1346-1378 : premier âge d’or de la Bohême[12] ; Charles IV, roi mécène, fait venir à Prague des artistes de toute l’Europe : enlumineurs (Jean de Troppeau), peintres (Nicolas Wurmser), architectes et sculpteurs (Peter Parler, souabe, est le maître d’œuvre de la cathédrale Saint-Guy, du pont Charles à Prague, maître Théodoric réalise des fresques gothiques au château de Karlstejn)[13]. Un style gothique original se développe, baptisé gothique Vladislav, du nom d’une salle du château de Prague.
- 1347-1350 : grande épidémie de peste qui touche toute l'Europe et tue un tiers de sa population[14]. Elle favorise et intensifie le renouveau du mouvement des flagellants (cf. 1259), convaincus que la fin du monde était proche. Les Juifs, accusés de propager la maladie, sont persécutés[15].
- 1347-1348 : guerre entre Louis Ier de Hongrie et Jeanne Ire de Naples[16].
- 1348 : les Serbes d’Étienne Douchan s’emparent de l’Épire, de la Thessalie et de la Macédoine (sauf Salonique)[17].

- Première mention des bourgs de Baia (1334), Siret (1340) et Suceava (1345) en Moldavie[18].

## Personnalités significatives
- Abu al-Hasan ben Uthman - Alphonse XI de Castille - Andrea Dandolo - André Ier de Naples - Boccace - Casimir III de Pologne - Basarab Ier de Valachie - Ibn Battûta - Bogusław V de Poméranie - Charles de Blois - Charles IV du Saint-Empire - David II d'Écosse - Édouard III d'Angleterre - Gautier VI de Brienne - Gajah Mada - Isabelle de France - Inés de Castro - Ivan Alexandre de Bulgarie - Jacob Van Artevelde - Jean Ier de Luxembourg - Jean IV de Bretagne - Jean V Paléologue - Jean VI Cantacuzène - Jeanne Ire de Naples - Jeanne de Penthièvre - Louis Ier de Hongrie - Louis Ier de Mantoue - Louis de Tarente - Louis IV du Saint-Empire - Magnus IV de Suède - Muhammad bin-Tughlûq - Guillaume d'Ockham - Olgierd - Orhan - Pétrarque - Pierre IV d'Aragon - Philippe VI de France - Saïd de Mogadiscio - Saïfa-Arad - Siméon Ier de Russie - Simone Boccanegra - Stefan Uroš IV Dušan - Takauji Ashikaga - Valdemar IV de Danemark